# Do ut des
Do ut des (з латини — «я даю для того, щоб ти дав») — засада, що походить з римського права. Виражає умову еквівалентності зобов'язань: кожна з сторін бере зобов'язання під гарантію, що друга виконає своє.
Умова належать до так званих contractus innominati («безіменних контрактів»). Існують ще три аналогічних формули:
- Do ut facias («я даю для того, щоб ти зробив») — згідно з ним здійснювалося безкоштовне надавання майна в користування
- Facio ut des («я роблю для того, щоб ти дав»)
- Facio ut facias («я роблю для того, щоб ти зробив») — згідно з ним проходив обмін одної речі на іншу

Безіменні контракти були повністю деформалізованими договорами, близькими за своєю правовою суттю до будь-яких правовчинів (pactum).
Засада Do ut des і Do ut facias може застосовуватися і до відносин того, хто дарить, і того, хто приймає подарунок. У разі отримання подарунка виникає своєрідний неписаний контракт з принципом Do ut des: тобто даритель зобов'язує обдарованого зробити в майбутньому свій подарунок на відповідь. У свою чергу, відповідни́й подарунок є підставою для нового вже зі сторони першого дарителя.
Протягом часу засада Do ut des набула універсальнішого характеру, ставши латинським відповідником принципа: «ти мені, я тобі».